# Millery (Meurthe e Mosella)
Millery è un comune francese di 632 abitanti situato nel dipartimento della Meurthe e Mosella nella regione del Grand Est.

## Società

### Evoluzione demografica
Abitanti censiti